# Ostrów Lubelski
Ostrów Lubelski là một thị trấn thuộc huyện Lubartowski, tỉnh Lubelskie ở đông-nam Ba Lan. Thị trấn có diện tích 30 km². Đến ngày 1 tháng 1 năm 2011, dân số của thị trấn là 2225 người và mật độ 75 người/km².